# Юрков, Александр Дмитриевич
Алекса́ндр Дми́триевич Юрко́в (7 [20] сентября 1915 года — 10 декабря 1988 года) — участник Великой Отечественной войны, командир отделения разведки 125-го стрелкового полка 6-й стрелковой дивизии 53-й армии 2-го Украинского фронта, Герой Советского Союза, старший сержант.

## Биография
Родился 7 (20) сентября 1915 года в городе Серпухове ныне Московской области в семье рабочего. Русский. Член ВКП(б) с 1944 года. Детские годы прошли недалеко от деревни Нижняя Вырка Калужского района Калужской области, где отец работал лесником. Учился в школе в селе Верхняя Вырка (тот же район), затем в строительном техникуме в городе Калуге. Работал на алюминиевом заводе в Свердловской области.
В Красной армии с 1942 года. На фронте в Великую Отечественную войну с января 1943 года. Воевал на Юго-Западном, 3-м и 2-м Украинских фронтах. Участвовал в освобождении Донбасса, боях под Харьковом. Впоследствии форсировал Днепр, освобождал Правобережную Украину, Румынию и Венгрию в ходе Корсунь-Шевченковской, Уманско-Ботошанской, Ясско-Кишинёвской и Дебреценской операций.
29 октября началась Будапештская операция. Войскам 2-го Украинского фронта была поставлена задача по освобождению столицы Венгрии. 53-я армия, ведя наступление на будапештском направлении, вышла к реке Тиса.
Командир отделения разведки 125-го стрелкового полка 6-й стрелковой дивизии старший сержант Юрков во время подготовки полка к форсированию проник в тыл противника и установил размещение огневых точек врага. В ночь на 7 ноября 1944 года с группой разведчиков произвёл разведку берега реки, наметив места причалов для высадки десантов.
Во время форсирования Юрков в числе первых переправился через Тису в районе населённого пункта Кишкёре (юго-западнее города Хевеш, Венгрия) и атаковал позиции гитлеровцев. При этом он гранатами уничтожил две пулемётные точки и группу солдат противника. Продвинувшись вглубь вражеской обороны, он огнём отрезал часть пехоты неприятеля, которых после подавления сопротивления захватил в плен.
В дальнейшем с несколькими бойцами скрытно пробрался к миномётной батарее врага и внезапной атакой уничтожил девять и пленил семь мадьярских солдат. Захватив вражескую батарею, Юрков своими действиями способствовал форсированию реки полком с минимальными потерями.
Продолжая продвигаться по вражеским тылам, с тремя разведчиками произвёл разведку населённого пункта Кишкёре и, обойдя с тыла огневые позиции противника, внезапно атаковал их. В завязавшемся бою старший сержант Юрков уничтожил семь и взял в плен девять солдат врага. Поручив конвоирование пленных одному из красноармейцев, с остальными атаковал небольшой гарнизон села, занял несколько домов. Когда основные силы полка подошли к селу, Юрков на одной из улиц обнаружил самоходное орудие. Противотанковой гранатой он перебил гусеницу пушки, а автоматным огнём уничтожил пятерых артиллеристов. Затем, обстреляв группу отступающего противника, он взял в плен 23 вражеских солдата.
Своими действиями Юрков обеспечил захват полком села с незначительными потерями. Только за этот день старший сержант Юрков уничтожил 19 и захватил в плен 76 солдат врага.
10 ноября, находясь за линией фронта, захватил двух пленных, установил места сосредоточение пехоты и танков противника в районе станции Тарнасентмиклош и своевременно доложил об этом командованию. Благодаря полученным сведениям полк успешно отразил шесть атак врага численностью около 1500 человек.
Указом Президиума Верховного Совета СССР от 28 апреля 1945 года за мужество, отвагу и героизм, проявленные в борьбе с немецко-фашистскими захватчиками, старший сержант Юрков Александр Дмитриевич удостоен звания Героя Советского Союза с вручением ордена Ленина и медали «Золотая Звезда» (№ 4771).
Войну закончил в Чехословакии. После войны демобилизован. Жил в Калуге. С 1946 по 1950 год — помощник командира взвода регулирования уличного движения УМ НКВД Калужской области. Старший сержант милиции. Работал в военизированной охране МПС СССР на железнодорожной станции. Умер 10 декабря 1988 года. Похоронен в Калуге на Пятницком кладбище.

## Награды
- Медаль «Золотая Звезда» Героя Советского Союза;
- орден Ленина;
- орден Красного Знамени;
- два ордена Отечественной войны I степени;
- орден Красной Звезды;
- орден Славы III степени;
- медали.